# Papyrus 12
Papyrus 12 (in der Nummerierung nach Gregory-Aland mit dem Sigel {\displaystyle {\mathfrak {P}}}12 bezeichnet, bei Rahlfs Nr. 912) ist eine frühe griechische Abschrift des Neuen Testaments. Mittels paläographischer Methoden wird der Papyrus etwa auf das Jahr 285 datiert. Es könnte sich dabei um eine Schreibübung oder ein Amulett gehandelt haben. Zurzeit wird er in der Morgan Library & Museum (Pap. Gr. 3; P. Amherst 3b) in New York City aufbewahrt.
Der Papyrus enthält auf der Vorderseite neben einem christlichen Brief in einer zweiten Spalte Heb 1,1.
Text:
πολυμερως κ πολυ[τρο]πως
παλε ο θς λαλήσ[α]ς το[ις π]ατρα
σ[ι] ημ[ω]ν εν τοις προ[φηταις]
Zu den Besonderheiten zählen die Schreibung παλε für παλαι, das kontrahierte nomen sacrum θς und die Zufügung von ημ[ω]ν, d. h. „unseren (Vätern)“.
Der griechische Text des Kodex repräsentiert wahrscheinlich den Alexandrinischen Texttyp, jedoch ist der Text zu kurz, um sicher zu sein. Aland ordnete ihn in Kategorie I ein.
Auf der Rückseite findet sich der griechische Text von Genesis 1,1-5. In der Zählung der Textzeugen der Septuaginta nach Rahlfs erhält der Papyrus die Nr. 912.